# Johann Kuffer
Johann Kuffer (* 26. Mai 1947 in Appertshofen) ist ein promovierter deutscher Jurist und ehemaliger Richter am Bundesgerichtshof.

## Werdegang
Nach Abschluss seiner juristischen Ausbildung trat Kuffer im Jahr 1976 in den höheren Justizdienst des Freistaats Bayern ein. Er wurde nach Tätigkeiten bei der Staatsanwaltschaft und beim Amtsgericht 1979 zum Richter am Amtsgericht Ingolstadt ernannt. Von 1986 bis 1988 war er als wissenschaftlicher Mitarbeiter an das Bundesverfassungsgericht abgeordnet. Am Ende der Abordnung wurde er zum Vorsitzenden Richter am Landgericht Ingolstadt ernannt. Dort leitete er zunächst eine Zivilkammer und später mehrere Strafkammern, u. a. das Schwurgericht. 1994 wurde er zum Richter am Bundesgerichtshof gewählt. Er wurde zunächst dem 4. Strafsenat zugewiesen. Seit März 1996 gehörte er dem u. a. für das Bau- und Architektenrecht zuständigen VII. Zivilsenat an, dessen stellvertretender Vorsitzender er seit dem Jahr 2007 bis zu seinem Eintritt in den Ruhestand am 30. Juni 2012 war. Die Rechtsprechung dieses Senats hat er in seiner langjährigen Tätigkeit in allen dem Senat zugewiesenen Rechtsgebieten maßgeblich mitgeprägt.
Neben seiner spruchrichterlichen Tätigkeit beteiligte er sich aktiv an der Arbeit der Kollegialgremien des Bundesgerichtshofs. Er war Mitglied des Präsidiums und stellvertretendes Mitglied des Präsidialrats.

## Veröffentlichungen (Auswahl)
- Die Normsetzung als Ausübung öffentlicher Gewalt im Sinne von Art. 19 Abs. 4 GG, Dissertation Universität Regensburg 1976
- Erleichterung der Beweisführung im Bauprozeß durch den Beweis des ersten Anscheins, Zeitschrift für Baurecht (ZfBR) 1998, 277–279
- Sicherungsvereinbarungen im Bauvertrag, Baurecht (BauR) 2003, 155–162
- Leistungsverweigerungsrecht bei verweigerten Nachtragsverhandlungen, ZfBR 2004, 110–117
- Baugrundrisiko und Systemrisiko, Neue Zeitschrift für Baurecht und Vergaberecht (NZBau) 2006, 1–6
- Hat die Privilegierung der VOB/B weiter Bestand? NZBau 2009, 73–78
- Beck′scher VOB- und Vergaberechts-Kommentar, C.H.Beck, München, 2014 (Mitautor)